# Санатана Госвамі
Шріла Санатана Ґосвамі (Sanātana Goswāmī IAST, 1488–1558) — індуїстський крішнаїтський богослов і святий, один з найближчих сподвижників основоположника Ґаудія-вайшнавізму Чайтаньї Махапрабгу. Санатана Ґосвамі є автором ряду важливих філософських і богословських праць, і, разом зі своїм молодшим братом Рупою Ґосвамі, був найшанованішим і найвпливовішим у групі шести Ґаудія-вайшнавських святих, відомих як Вріндаванські Ґосвамі. З літературним внеском Санатани Ґосвамі в сампрадаї Ґаудія-вайшнавів може зрівнятися лише внесок Рупи Ґосвамі і Раґгунатхи Даси Ґосвамі. Найважливіші його роботи: «Харі-бгакті-віласа», «Бріхад-бгаґаватамріта», «Дашама-тіппані» (коментар на «Бгаґавата-пурану», відомий також як «Бріхад-вайшнава-тошані») і «Дашама-Чаріті». У Ґаудія-вайшнавізмі, Санатана Ґосвамі вважається Ачар'я самбандга-джнана, або знання про істинні взаємини душі з Крішною. Санатана Ґосвамі також відомий тим, що встановив у Вріндавані божество Мадана-Мохана.

### Вивчення «Бгагавата-Пурани» і листування з Чайтаньєю
Одного разу уві сні до Сантош з'явився незнайомий брахман і дав йому рукопис «Бгагавата-Пурани». Взявши її в руки, Сантош випробував невимовний божественний екстаз, від якого волосся у нього на тілі встали дибки. На цьому сон обірвався. На наступний ранок Сантош як завжди зробив обмивання і почав проводити ранкову пуджу. У цей час до нього підійшов брахман з «Бгагавата-пурані» в руках і оголосив, що якщо Сантош буде постійно вивчати «Бхагаватам», то дуже скоро досягне духовної досконалості. Передавши книгу Сантош, брахман пішов. З цього дня Сантош відклав убік усі інші писання і зосередився на вивченні «Бгагавата-Пурани». Зі сльозами екстазу він регулярно декламував «Бгагавата-пурану» для всіх, хто бажав його слухати. Пізніше він писав у своїй праці «Крішна-лила-става»:
|  | Про свята «Бгагавата», тільки ти зараз зі мною, ти мій єдиний друг і мій гуру. Ти - мій найбільший скарб, мій рятівник, ти символ моєї найбільшої удачі, справжнє втілення мого екстазу. Я у вшануванні схиляюся перед тобою. |

Незабаром Сантош і Амара почули про дивовижні діяння Чайтані в прилеглому Навадвіп е і загорілися бажанням зустрінеться з ним. Але до їх превеликий жаль, Чайтанья в цей час були прийняті саньяса у і відправився в Пурі. Пригнічені горем, вони почули божественний голос, який закликав їх не турбується і пообіцяв їм, що Чайтан'я дуже скоро повернеться назад у Бенгалію. Регулярно вони писали Чайтані листи, просячи його милості і висловлюючи бажання присвятити свої життя служінню йому.

#### Крішна приносить молоко Санатані
У «Бгакті-ратнакаре» розповідається, як одного разу Санатана Госвамі сидів на самоті в лісі на березі Павана-саровари, здійснюючи там свій Бгаджан. Протягом багатьох днів він постив, не приймаючи ні їжі, ні води. Турбуючись за нього, Крішна у вигляді пастушка, прийшов до Санатане і приніс йому глечик з молоком. Крішна оголосив, що його послали інші пастухи, що почули про санньясіни, який ось вже довгий час нічого не їв. Передавши молоко Санатані, хлопчик пішов, пообіцявши повернутися за глечиком на наступний день. Розмірковуючи над тим, що трапилося, Санатана Госвамі зрозумів, що цей хлопчик був самим Крішною. З цього дня Санатана харчувався, беручи трохи їжі від різних жителів Вріндавану. З часом мешканці Вріндавана побудували йому хатину, яка стала його бхаджан-Кутирьов.

#### Радга і солодкий рис
У «Бгакті-ратнакаре» розповідається, як одного разу Рупа Госвамі захотів приготувати для Санатани Госвамі солодкий рис, але у нього в Кутирьов е не було необхідних продуктів. Тоді Радга у вигляді юної дівчини-пастушки гопі принесла Рупі Госвамі молоко, рис і цукор — всі інгредієнти, необхідні для приготування солодкого рису. Дівчина сказала, що хотіла допомогти святому санньясіни, зробивши цю особливу пожертву. Рупа Госвамі з вдячністю прийняв її підношення, після чого дівчина пішла. Рупа Госвамі негайно приготував солодкий рис і запропонував його своєму божеству Говіндадеву. Незабаром до нього в гості прийшов Санатана Госвамі. Скуштувавши приготованого Рупою Госвамі солодкого рису, він відчув незвичайне почуття радості і захоплення. Рупа Госвамі розповів йому, що всі необхідні інгредієнти для приготування прасада принесла якась незнайома дівчина-пастушка. Коли Санатана Госвамі почув про це, з його очей потекли сльози і він почав нарікати, що так як ця дівчина була Радгою, то прийнявши від неї служіння, вони обидва погубили себе. Довгий час Санатана Госвамі продовжував проклинати себе таким чином за те, що він прийняв служіння від тієї, служити якої він хотів більше всього на світі.

#### Набуття Говардхана-Шили
Також у «Бгакті-ратнакарі» розповідається про те, що кожен день Санатана Госвамі здійснював багатокілометрову парікрам у навколо пагорба Говардхан. Після того, як він постарів, йому було все важче і важче це робити. Крішна відчув співчуття до Санатане і вирішив якось йому допомогти. Одного разу він прийшов до нього у вигляді сільського хлопчика-пастушка і попросив його припинити обходити Говардхану, так як це була непосильна для старого аскеза. У відповідь Санатана сказав, що це був один з головних принципів його Бгаджану, якого він повинен був неухильно дотримуватися. Тоді Крішна подарував йому Говардхана-Шилу з відбитком власної стопи, і сказав, що якщо Санатана буде обходити цю Говардхана-Шилу 24 рази, то він не порушить свою обітницю і отримає той же результат, що і від вчинення парікрами навколо самого пагорба Говардхана. У цей момент Санатана Госвамі зрозумів, що цей хлопчик був самим Крішною. З цього дня він щодня обходив подаровану йому Крішною Говардхана-Шилу.

## Основні праці Санатани Госвамі

### «Харі-бгакті-Віласа»
У числі найважливіших книг, написаних Санатаной Госвамі, — «Харі-бгакті-Віласа», в якій розповідається про обов'язки і належній поведінці вайшнавів.

### «Бріхад-бхагаватамріта»
У число найважливіших праць Санатана Госвамі входить «Бріхад-бхагаватамріта». У той час як на «Харі-бгакті-Віласом» викладено настанови про вайшнав ському поведінці і ритуал ах, отримані Санатаной Госвамі від Чайтан'ї, в «Бріхад-бхагаватамріте» проводиться аналіз вчення Чайтан'ї в онтологічному і метафізичному ракурсі.